# Яковлев, Павел Владимирович
Па́вел Влади́мирович Я́ковлев (род. 7 апреля 1991, Люберцы, Московская область) — российский футболист, нападающий и фланговый полузащитник.

## Клубная карьера

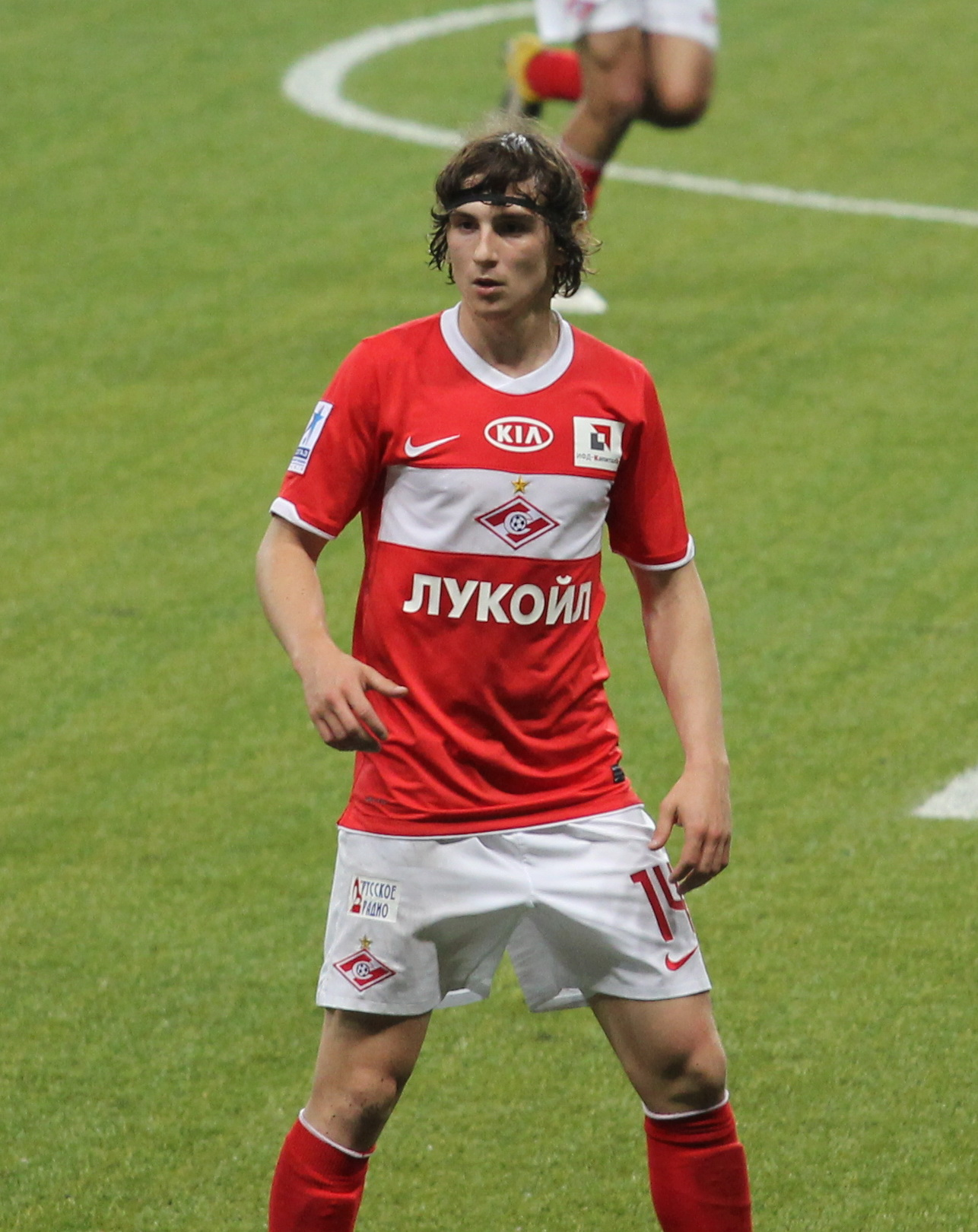
Яковлев в составе «Спартака»

Воспитанник ДЮСШ «Звезда» (Люберцы) и СДЮШОР «Спартак» (Москва), где его тренером был Александр Пискарёв.
Талантливого игрока заметил в 2009 году генеральный директор и главный тренер московского клуба Валерий Карпин с его подругой Анной Соколовой, на тот момент она была его помощником. Впоследствии молодой футболист был привлечён к летним сборам основной команды в Австрии.
Павел Яковлев дебютировал за основной состав «Спартака» 13 июня 2009 года, в матче 12 тура Чемпионата России против подмосковной команды «Химки» в Москве. 15 июля 2009 года принимал участие в кубковом матче против футбольного клуба «Краснодар». 26 июля 2009 года принимал участие в матче чемпионата России против принципиального соперника ЦСКА, выйдя на замену на 82-й минуте матча. 16 августа 2009 года забил свой дебютный гол за «Спартак» в ворота клуба «Москва», в игре 18-го тура РФПЛ сезона 2009 года, которая проходила на БСА «Лужники» и закончилась со счётом 2:1 в пользу «Спартака». Гол, забитый в самом конце первого тайма, Павел посвятил болельщикам своей команды. 27 сентября 2009 года Яковлев нанёс серьёзную травму защитнику «Томи» Виктору Строеву, наступив ему на ногу. Медобследование диагностировало Строеву перелом большеберцовой кости голени. При этом судья встречи Алексей Ковалёв посчитал этот эпизод игровым и не остановил игру. Позднее экспертно-судейская комиссия признала, что Ковалёв должен был удалить Яковлева.
20 августа 2010 года Яковлев, редко попадавший в основной состав «Спартака», был арендован клубом «Крылья Советов». 12 сентября 2010 года, в матче против «Спартака» из Нальчика забил свой первый гол за «Крылья Советов». 25 октября 2010 года в игре с «Ростовом» Яковлев забил свой четвёртый гол за команду. Всего за команду он провёл 12 игр и забил 4 гола. По окончании сезона Павел был признан лучшим игроком «Крыльев» 2010 года.
17 февраля 2011 года сыграл в матче против швейцарского «Базеля» дебютировал в Лиге Европы, матч закончился победой «Спартака» со счётом 2:3. 3 марта 2011 года в 1/8 финала Кубка России против новосибирской «Сибири» Павел открыл счёт своим голам в новом сезоне. 10 июня на последних минутах матча с «Рубином» Павел, имея очень выгодный момент, промахнулся и не смог принести победу своей команде.
14 июля 2011 года во второй раз был арендован. 20 августа Яковлев сделал дубль в матче с питерским «Зенитом», однако его команда при этом проиграла 2:5.
5 сентября 2014 года вышел в стартовом составе в матче открытия первого собственного стадиона в истории клуба «Спартак». Под руководством швейцарского тренера Мурата Якина «Спартак» сыграл вничью (1:1) с сербской командой «Црвена звезда».
4 февраля 2015 года перешёл на правах аренды в саранскую «Мордовию» до конца сезона 2014/15.
31 августа 2015 года перешёл на правах аренды в самарские «Крылья Советов» до конца сезона 2015/2016.
31 августа 2016 года, в последний день летнего трансферного окна, Яковлев, так и не сыграв за основной состав «Спартака» ни одного матча на протяжении нескольких лет, покинул команду, расторгнув соглашение по обоюдному согласию сторон. В тот же день, вместе с другим игроком «Спартака» Сергеем Паршивлюком, подписал трёхлетний контракт с футбольным клубом «Анжи».
В 2018 году в четвёртый раз вернулся в «Крылья».
В 2019 году подписал соглашение с клубом «Факел» Воронеж. 21 мая 2021 года, в связи с истечением срока контракта, покинул клуб.
В 2024 года присоединился к медиафутбольной команде Broke Boys, с которой стал чемпионом МФЛ-5.

## Карьера в сборной
В молодёжной сборной дебютировал 5 сентября 2009 года в матче против сверстников из сборной Латвии (4:0), забил гол.

## Статистика выступлений
| Выступление      | Выступление      | Выступление      | Лига | Лига | Кубок | Кубок | Еврокубки | Еврокубки | Итого | Итого |
| Клуб             | Лига             | Сезон            | Игры | Голы | Игры  | Голы  | Игры      | Голы      | Игры  | Голы  |
| ---------------- | ---------------- | ---------------- | ---- | ---- | ----- | ----- | --------- | --------- | ----- | ----- |
| Спартак (Москва) | РФПЛ             | 2009             | 14   | 4    | 1     | 0     | —         | —         | 15    | 4     |
| Спартак (Москва) | РФПЛ             | 2010             | 4    | 0    | 1     | 0     | —         | —         | 5     | 0     |
| Спартак (Москва) | Итого            | Итого            | 18   | 4    | 2     | 0     | —         | —         | 20    | 4     |
| → Крылья Советов | РФПЛ             | 2010             | 12   | 4    | —     | —     | —         | —         | 12    | 4     |
| → Крылья Советов | Итого            | Итого            | 12   | 4    | —     | —     | —         | —         | 12    | 4     |
| Спартак (Москва) | РФПЛ             | 2011/12          | 10   | 1    | 2     | 1     | 5         | 0         | 17    | 2     |
| Спартак (Москва) | Итого            | Итого            | 10   | 1    | 2     | 1     | 5         | 0         | 17    | 2     |
| → Крылья Советов | РФПЛ             | 2011/12          | 24   | 5    | —     | —     | —         | —         | 24    | 5     |
| → Крылья Советов | Итого            | Итого            | 24   | 5    | —     | —     | —         | —         | 24    | 5     |
| Спартак (Москва) | РФПЛ             | 2012/13          | 16   | 2    | 1     | 0     | —         | —         | 17    | 2     |
| Спартак (Москва) | РФПЛ             | 2013/14          | 22   | 3    | 1     | 0     | 2         | 0         | 25    | 3     |
| Спартак (Москва) | РФПЛ             | 2014/15          | 8    | 0    | 1     | 1     | —         | —         | 9     | 1     |
| Спартак (Москва) | Итого            | Итого            | 46   | 5    | 3     | 1     | 2         | 0         | 51    | 6     |
| → Спартак-2      | ПФЛ              | 2014/15          | 3    | 2    | —     | —     | —         | —         | 3     | 2     |
| → Спартак-2      | Итого            | Итого            | 3    | 2    | —     | —     | —         | —         | 3     | 2     |
| → Мордовия       | РФПЛ             | 2014/15          | 11   | 0    | 1     | 0     | —         | —         | 12    | 0     |
| → Мордовия       | Итого            | Итого            | 11   | 0    | 1     | 0     | —         | —         | 12    | 0     |
| → Спартак-2      | ФНЛ              | 2015/16          | 3    | 0    | —     | —     | —         | —         | 3     | 0     |
| → Спартак-2      | Итого            | Итого            | 3    | 0    | —     | —     | —         | —         | 3     | 0     |
| → Крылья Советов | РФПЛ             | 2015/16          | 12   | 1    | 2     | 0     | —         | —         | 14    | 1     |
| → Крылья Советов | Итого            | Итого            | 12   | 1    | 2     | 0     | —         | —         | 14    | 1     |
| → Спартак-2      | ФНЛ              | 2016/17          | 9    | 2    | —     | —     | —         | —         | 9     | 2     |
| → Спартак-2      | Итого            | Итого            | 9    | 2    | —     | —     | —         | —         | 9     | 2     |
| Анжи             | РФПЛ             | 2016/17          | 14   | 1    | 1     | 0     | —         | —         | 15    | 1     |
| Анжи             | РФПЛ             | 2017/18          | 21   | 2    | —     | —     | —         | —         | 21    | 2     |
| Анжи             | Итого            | Итого            | 35   | 3    | 1     | 0     | —         | —         | 36    | 3     |
| Крылья Советов   | РФПЛ             | 2018/19          | 17   | 1    | 1     | 0     | —         | —         | 18    | 1     |
| Крылья Советов   | Итого            | Итого            | 17   | 1    | 1     | 0     | —         | —         | 18    | 1     |
| Факел            | ФНЛ              | 2019/20          | 16   | 0    | 2     | 1     | —         | —         | 18    | 1     |
| Факел            | ФНЛ              | 2020/21          | 21   | 2    | —     | —     | —         | —         | 21    | 2     |
| Факел            | Итого            | Итого            | 37   | 2    | 2     | 1     | —         | —         | 39    | 3     |
| Кызыл-Жар        | Премьер-лига     | 2021             | 8    | 1    | 2     | 0     | —         | —         | 10    | 1     |
| Кызыл-Жар        | Премьер-лига     | 2022             | 14   | 1    | 4     | 1     | 4         | 0         | 22    | 2     |
| Кызыл-Жар        | Итого            | Итого            | 22   | 2    | 6     | 1     | 4         | 0         | 32    | 3     |
| Елимай           | Первая лига      | 2023             | 9    | 0    | 4     | 2     | —         | —         | 13    | 2     |
| Елимай           | Итого            | Итого            | 9    | 0    | 4     | 2     | —         | —         | 13    | 2     |
| Всего за карьеру | Всего за карьеру | Всего за карьеру | 268  | 32   | 24    | 6     | 11        | 0         | 303   | 38    |

## Достижения

### Командные
«Спартак» (Москва)
- Серебряный призёр чемпионата России (2): 2009: 2011/12

«Елимай»
- Победитель Первой лиги Казахстана: 2023

### Личные
- Обладатель премии «Первая пятёрка»: 2010[27]